# Alton (Maine)
Alton ist eine Town im Penobscot County des Bundesstaates Maine in den Vereinigten Staaten. Im Jahr 2020 lebten dort 829 Einwohner in 395 Haushalten auf einer Fläche von 110,20 km².

## Geografie
Nach dem United States Census Bureau hat Alton eine Gesamtfläche von 110,20 km², von der 109,58 km² Land sind und 0,62 km² aus Gewässern bestehen.

### Geografische Lage
Alton liegt im Süden des Penobscot Countys. Durch den Westen der Town fließt in südliche Richtung der Dead Stream, er mündet in den in östliche Richtung fließenden Pushaw Stream. Es gibt nur wenige kleinere Seen auf dem Gebiet, wie den Holland Pond und den Pickerel Pond, die zentral gelegen sind. Die Oberfläche ist eben, ohne nennenswerte Erhebungen.

### Nachbargemeinden
Alle Entfernungen sind als Luftlinien zwischen den offiziellen Koordinaten der Orte aus der Volkszählung 2010 angegeben.
- Norden: LaGrange, 13,9 km
- Osten: Argyle, Unorganized Territory, 7,1 km
- Süden: Old Town, 10,3 km
- Südwesten: Hudson, 10,6 km
- Nordwesten: Bradford, 11,5 km

### Stadtgliederung
In Alton gibt es zwei Siedlungsgebiete: Alton und Gerry.

### Klima
Die mittlere Durchschnittstemperatur in Alton liegt zwischen −7,8 °C (18 °F) im Januar und 20,6 °C (69 °F) im Juli. Damit ist der Ort gegenüber dem langjährigen Mittel der USA um etwa 9 Grad kühler. Die Schneefälle zwischen Oktober und Mai liegen mit bis zu zweieinhalb Metern mehr als doppelt so hoch wie die mittlere Schneehöhe in den USA; die tägliche Sonnenscheindauer liegt am unteren Rand des Wertespektrums der USA.

## Geschichte
Alton wurde am 9. März 1844 als eigenständige Town organisiert. Zuvor gehörte das Gebiet zur Argyle Plantation. Ursprünglich wurde das Gebiet Township No. 3 genannt und von Indianern aufgekauft.
Eine mit zwei Personen besetzte Taylorcraft BC-12D, (N95176), stürzte am 30. Januar 1983 offenbar kurz nach dem Start über Alton ab. Nach sechs Tagen wurde das Flugzeug von einem Ranger entdeckt. Der Pilot war tot, doch der Passagier überlebte.

### Einwohnerentwicklung
| Volkszählungsergebnisse – Town of Alton, Maine | Volkszählungsergebnisse – Town of Alton, Maine | Volkszählungsergebnisse – Town of Alton, Maine | Volkszählungsergebnisse – Town of Alton, Maine | Volkszählungsergebnisse – Town of Alton, Maine | Volkszählungsergebnisse – Town of Alton, Maine | Volkszählungsergebnisse – Town of Alton, Maine | Volkszählungsergebnisse – Town of Alton, Maine | Volkszählungsergebnisse – Town of Alton, Maine | Volkszählungsergebnisse – Town of Alton, Maine | Volkszählungsergebnisse – Town of Alton, Maine |
| Jahr                                           | 1800                                           | 1810                                           | 1820                                           | 1830                                           | 1840                                           | 1850                                           | 1860                                           | 1870                                           | 1880                                           | 1890                                           |
| ---------------------------------------------- | ---------------------------------------------- | ---------------------------------------------- | ---------------------------------------------- | ---------------------------------------------- | ---------------------------------------------- | ---------------------------------------------- | ---------------------------------------------- | ---------------------------------------------- | ---------------------------------------------- | ---------------------------------------------- |
| Einwohner                                      |                                                |                                                |                                                |                                                |                                                | 252                                            | 531                                            | 508                                            | 419                                            | 348                                            |
| Jahr                                           | 1900                                           | 1910                                           | 1920                                           | 1930                                           | 1940                                           | 1950                                           | 1960                                           | 1970                                           | 1980                                           | 1990                                           |
| Einwohner                                      | 314                                            | 259                                            | 209                                            | 209                                            | 286                                            | 314                                            | 303                                            | 340                                            | 468                                            | 771                                            |
| Jahr                                           | 2000                                           | 2010                                           | 2020                                           | 2030                                           | 2040                                           | 2050                                           | 2060                                           | 2070                                           | 2080                                           | 2090                                           |
| Einwohner                                      | 816                                            | 890                                            | 829                                            |                                                |                                                |                                                |                                                |                                                |                                                |                                                |

## Kultur und Sehenswürdigkeiten

### Bauwerke
In Alton wurde eine archäologische Stätte unter Denkmalschutz gestellt und ins National Register of Historic Places aufgenommen. Die Lage der Stätte wird nicht bekannt gegeben.
- Young Site, 1976 unter der Register-Nr. 76000110.[9]

## Wirtschaft und Infrastruktur

### Verkehr
Alton liegt an der Interstate 95, sie führt durch die südöstliche Ecke der Town. Die Maine State Route 16 verläuft in nordsüdlicher Richtung zentral durch das Gebiet der Town.

### Öffentliche Einrichtungen
In Alton gibt es keine medizinischen Einrichtungen oder Krankenhäuser. Nächstgelegene Einrichtungen für die Bewohner von Alton befinden sich in Orono und Bangor.
Alton besitzt keine eigene Bücherei. Die nächstgelegenen befinden sich in Orono, Bradford und Old Town.

### Bildung
Alton gehört mit Bradley und Old Town zum Schulbezirk RSU 34. Im Schulbezirk stehen folgende Schulen zur Verfügung:
- Viola Rand Elementary in Bradley
- Old Town Elementary School in Old Town
- Alton Elementary School in Alton
- J.A. Leonard Middle School in Old Town
- Old Town High School in Old Town